# André Boucton
André Boucton (né le 28 octobre 1891 à Alger et décédé le 2 février 1977 à Besançon) est un architecte français.

## Biographie
André Boucton nait le 28 octobre 1891, à Alger. Son père, Maurice Boucton est architecte,,. Sa mère, Jeanne Cheneaux est mère au foyer.  
Il étudie un an à l’école des Beaux Arts d'Alger, puis entre, en 1913, aux Beaux-Arts de Paris. Il a pour professeurs Victor Laloux et Charles Lemaresquier. Il suit aussi des cours, auprès d'Anatole de Beaudot. 
Il réside au 11 bis rue Delambre, dans le 14e arrondissement de Paris, avant d’être mobilisé le 11 aout 1914.  À partir de cette date, et jusqu'en mai 1919, il participe à la campagne contre l’Allemagne. Il est alors décoré de la croix de guerre étoile de bronze. 
André Boucton obtient son diplôme d'architecture à l’école des Beaux Arts d'Alger, en 1923.  Par la suite, Il travaille sur divers chantiers de reconstruction dans la Marne et la Somme, liés à la première Guerre mondiale.
Recommandé à Paul Guadet, par un ancien camarade d'atelier de ce dernier, il s'installe à Besançon, comme architecte libéral, en octobre 1926,. Toutefois, sa clientèle, à l'inverse de celle de Paul Guadet, sera principalement privée.
Au décès de son confrère Jean Portet, en 1950, il reprend son cabinet.
André Boucton décède en 1977. Il est inhumé au cimetière des Chaprais.

### Réalisations architecturales

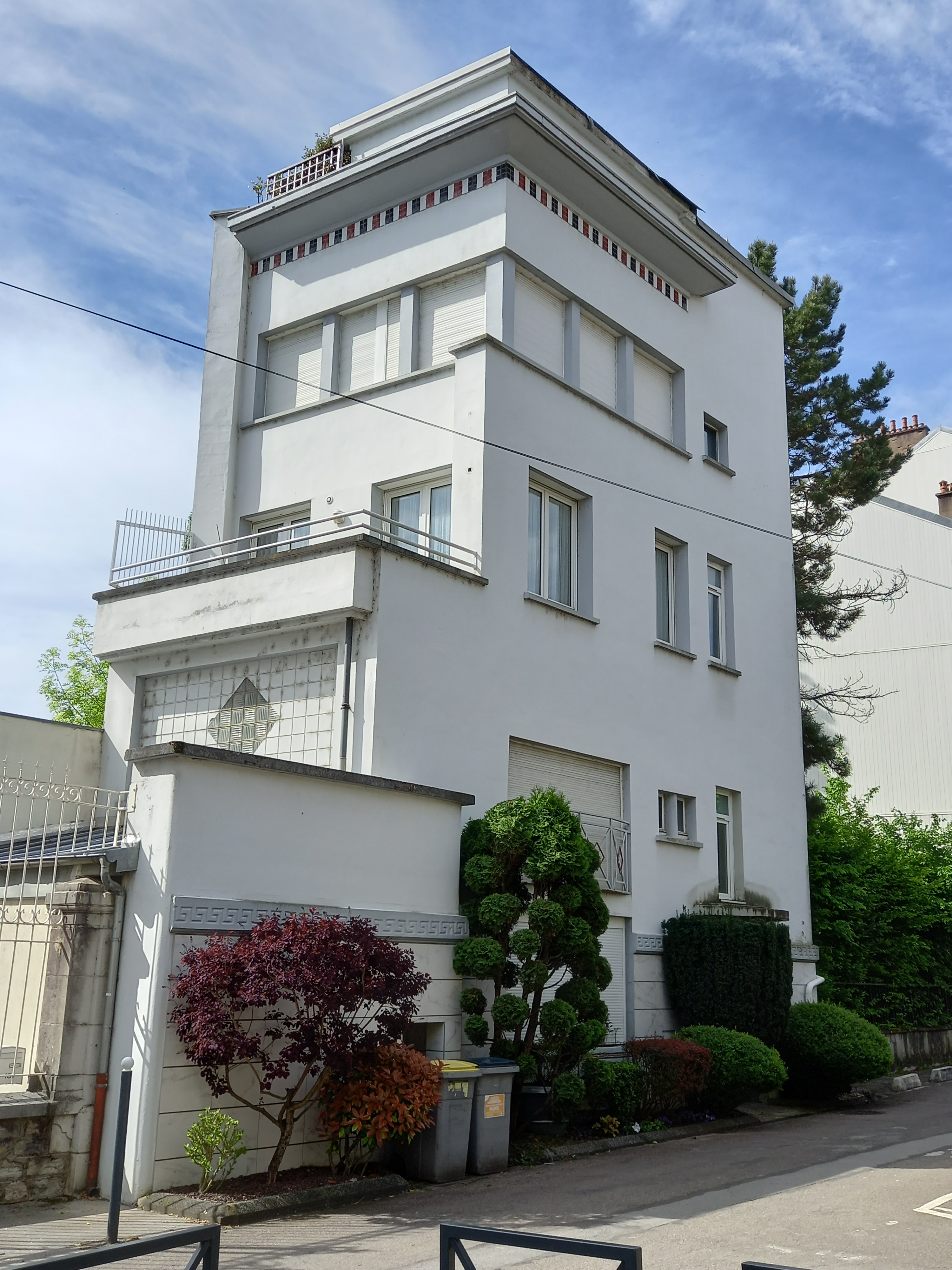
Villa Boucton, 8 rue Alexandre Grosjean, à Besançon

Influencé par le style Art Déco, André Boucton conçoit le Building, au 26 rue Proudhon, en 1926,ou 1928, selon les sources,.
En 1928, il construit l’Hôtel Nord de Vesoul,. Puis, en 1928 - 1929, sa propre résidence, au 8 rue Alexandre Grosjean,,, à l'emplacement de l'ancien atelier du sculpteur Georges Laëthier. Il la fait surélever d'un étage en 1931,.
En 1929, il construit un bâtiment, 36 bis avenue Carnot, pour la société Ets Frankowski.
De 1928 à 1932, aux côtés de Paul Guadet, il est architecte d'opération pour l'école nationale d’horlogerie de Besançon,. Il le sera aussi pour la nouvelle école nationale d’optique de Morez. Alors que Guadet s'occupe des études et du dessin, André Boucton assure sa présence quotidienne sur les deux chantiers.
Il réalise les Bains-Douches de Montbéliard,, en 1933, ainsi que la maison d’enfants de l'association les Gentianes Bleues de Jougne, en 1934, puis, en 1935, Il construit une maison située 5 avenue Charles Siffert. Aussi, il rénove le préventorium de Palente.
De 1934 à 1939, André Boucton construit aussi le sanatorium des Génévriers à Villers-le-Lac, puis, de 1937 à 1943, il suivra les travaux de l’usine des horlogeries Dodane, dirigés par Auguste et Gustave Perret,.
En 1946, il construit une maison à Mesnay pour un dénommé Robert Hétier.
D'après Véronique Gutton-Bon, André Boucton est l'architecte de l’ancienne usine Weil rue de Vesoul,, qui ferme ses portes entre 1986 et 1995.

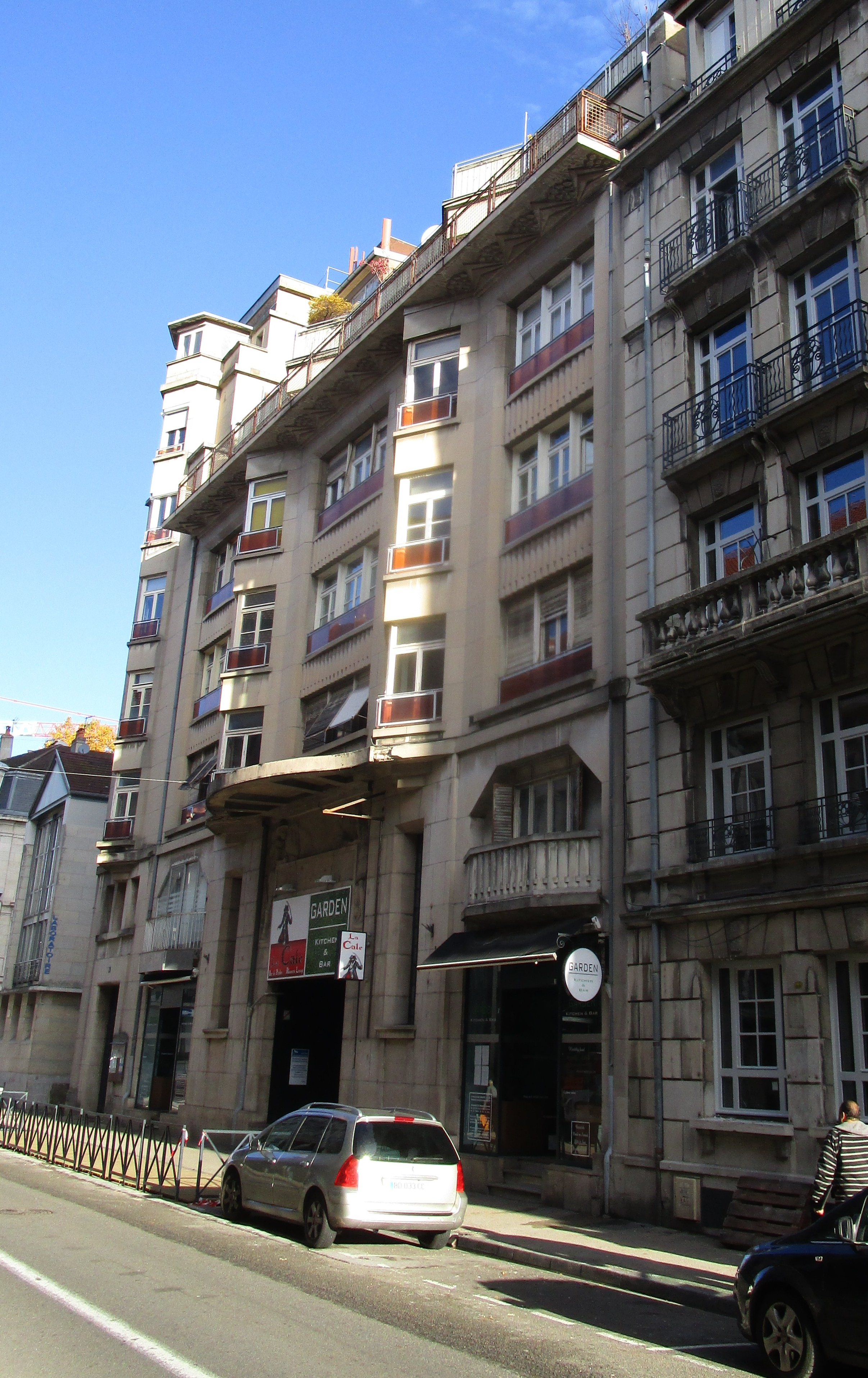
Le Building
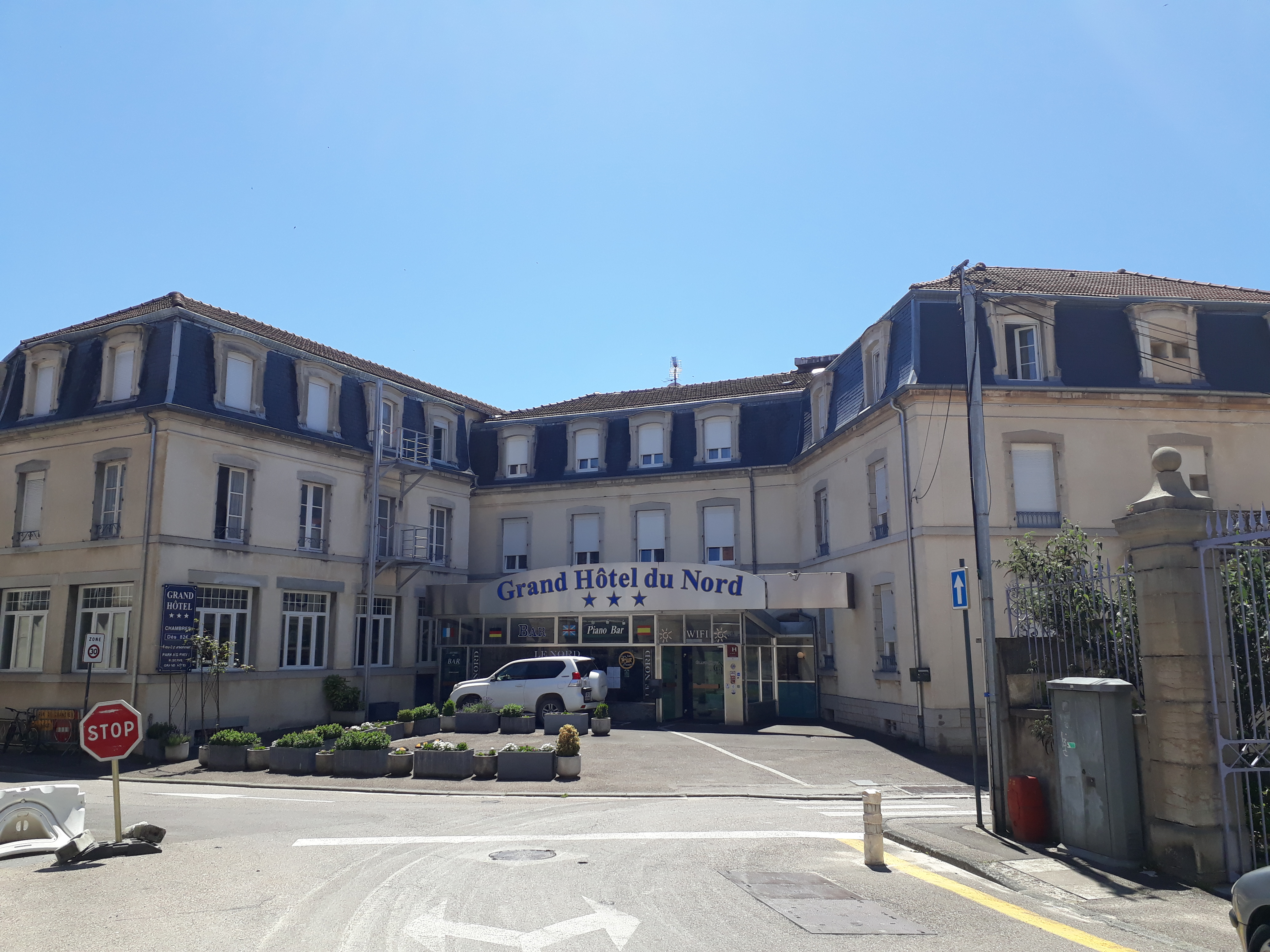
L'hôtel du Nord à Vesoul (1928)
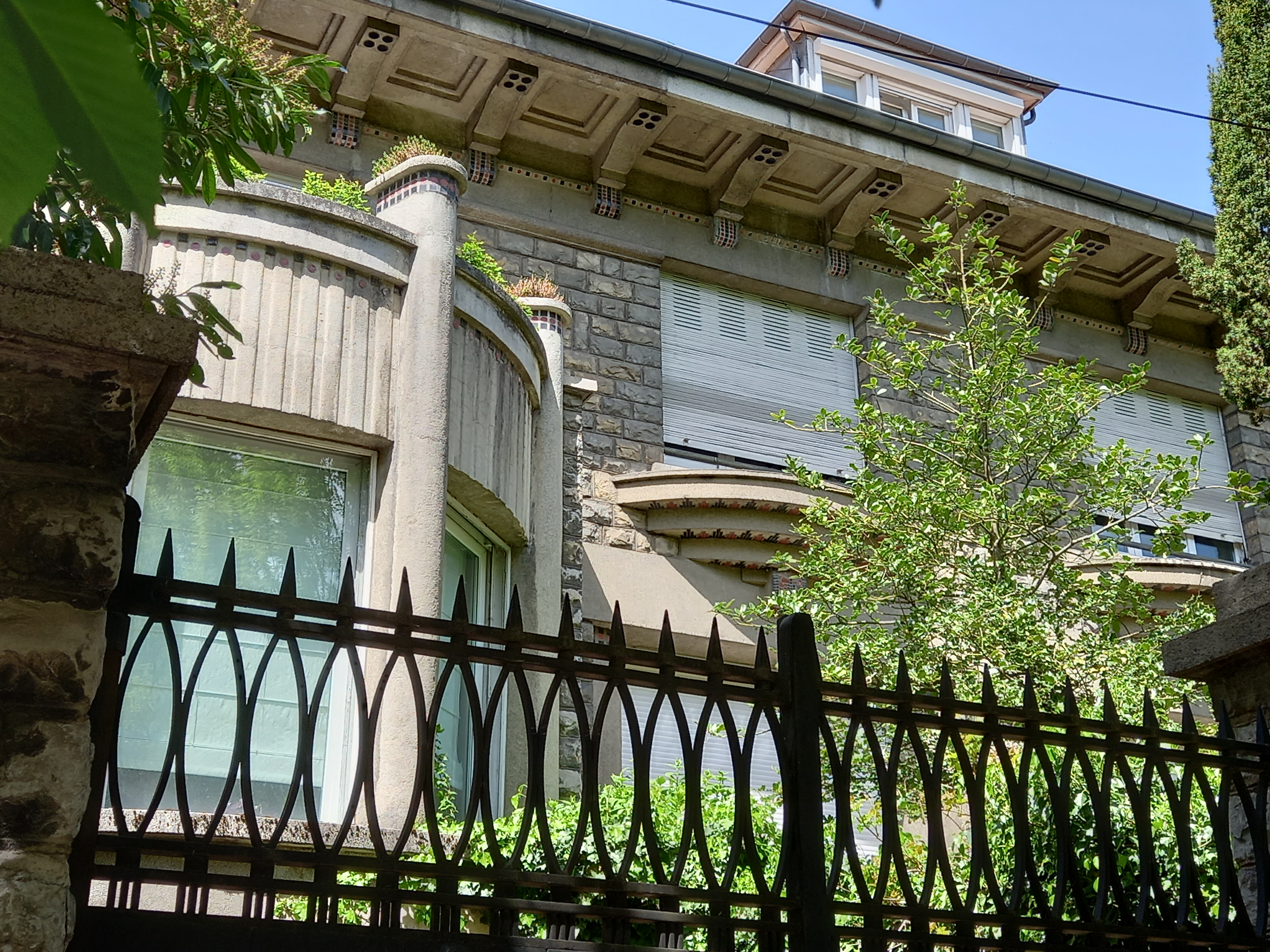
Maison 5 avenue Charles Siffert, à Besançon
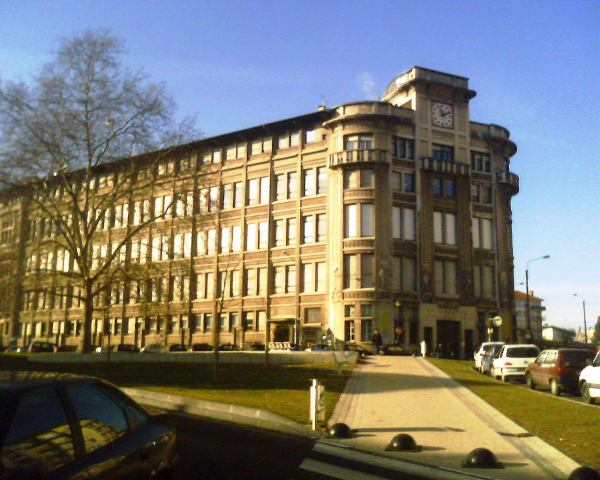
Lycée Jules-Haag
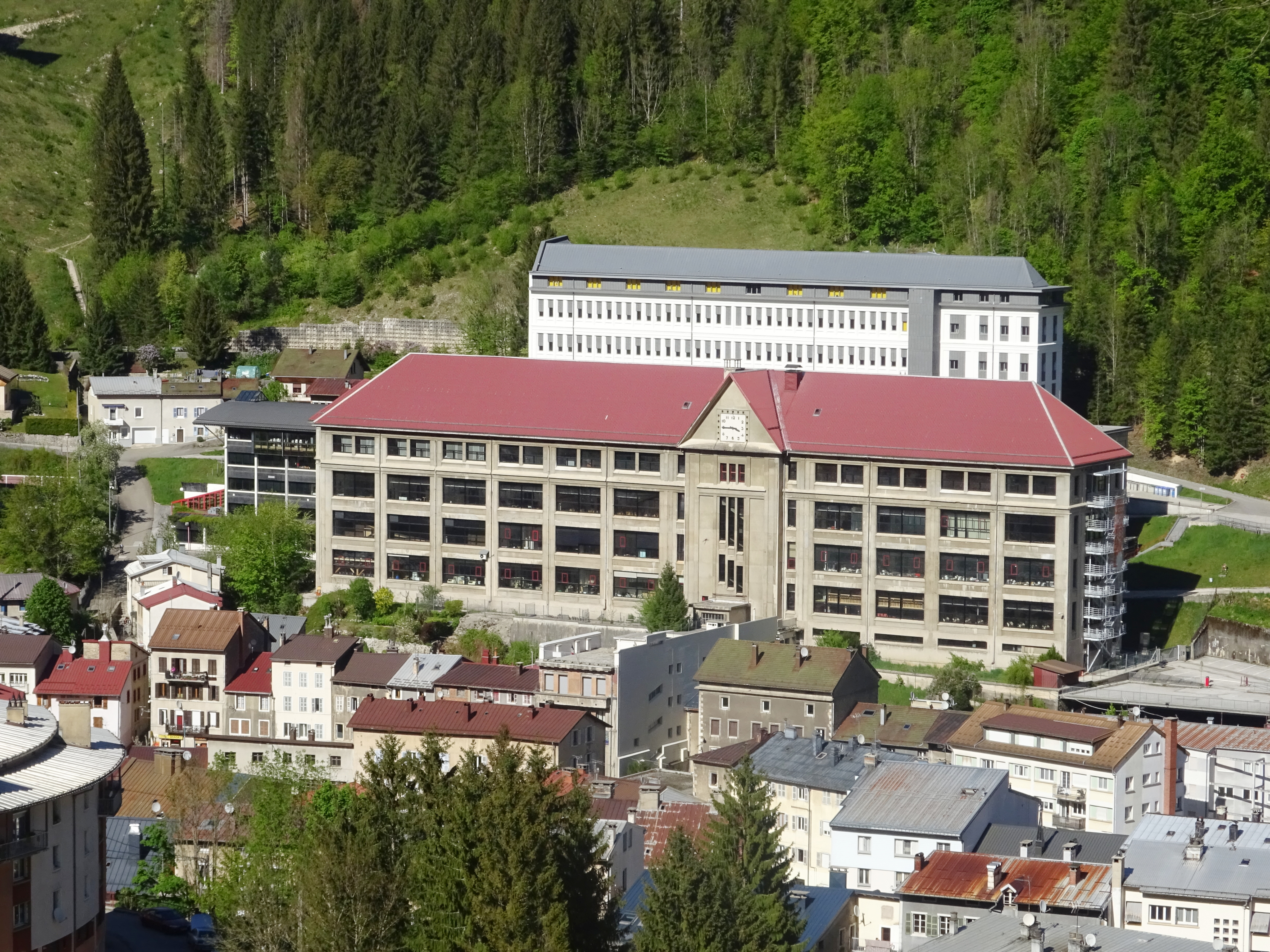
Lycée Victor-Bérard
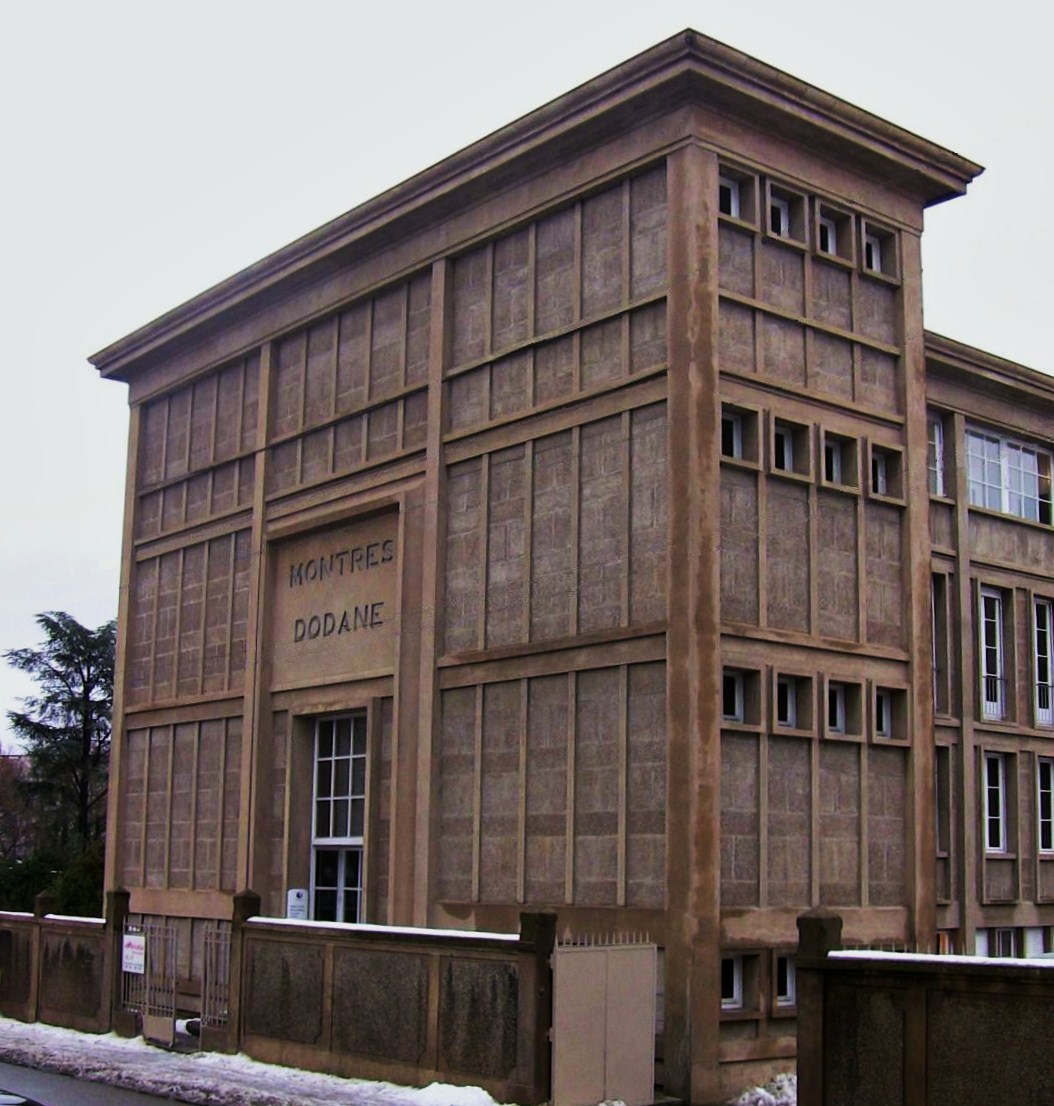
L'usine Dodane à Besançon (1943)

## À l'exposition universelle de 1937: le Pavillon des Gaudes Monts Jura
André Boucton conçoit aussi le plan du Pavillon des Gaudes Monts Jura, construit par le Collège National du bois de Mouchard, pour l’exposition universelle de 1937.
Mesurant 23 m de longueur sur 20 m de largeur et atteignant une hauteur de 25m, il sera installé rive droite, quai de Passy en avant du pont de Passy (aujourd'hui pont Bir-Hakeim),, avant de revenir à Mouchard, en 1939.
Racheté par l'industriel Serge Labourier, il est détruit par un incendie, le 19 avril 1971.

## Projets avortés
En 1935, il propose son projet de construction d'une piscine couverte, à Besançon, quai Veil picard, à côté de la cité universitaire canot. L'édifice devait contenir deux bains, 22 cabines de douche, 16 baignoires, un lavoir équipé de 30 machines, un gymnase, ainsi qu'un logement de fonction pour le gérant. Jugeant le projet peu rentable, la municipalité décide de ne pas lui donner suite.

## Vie privée

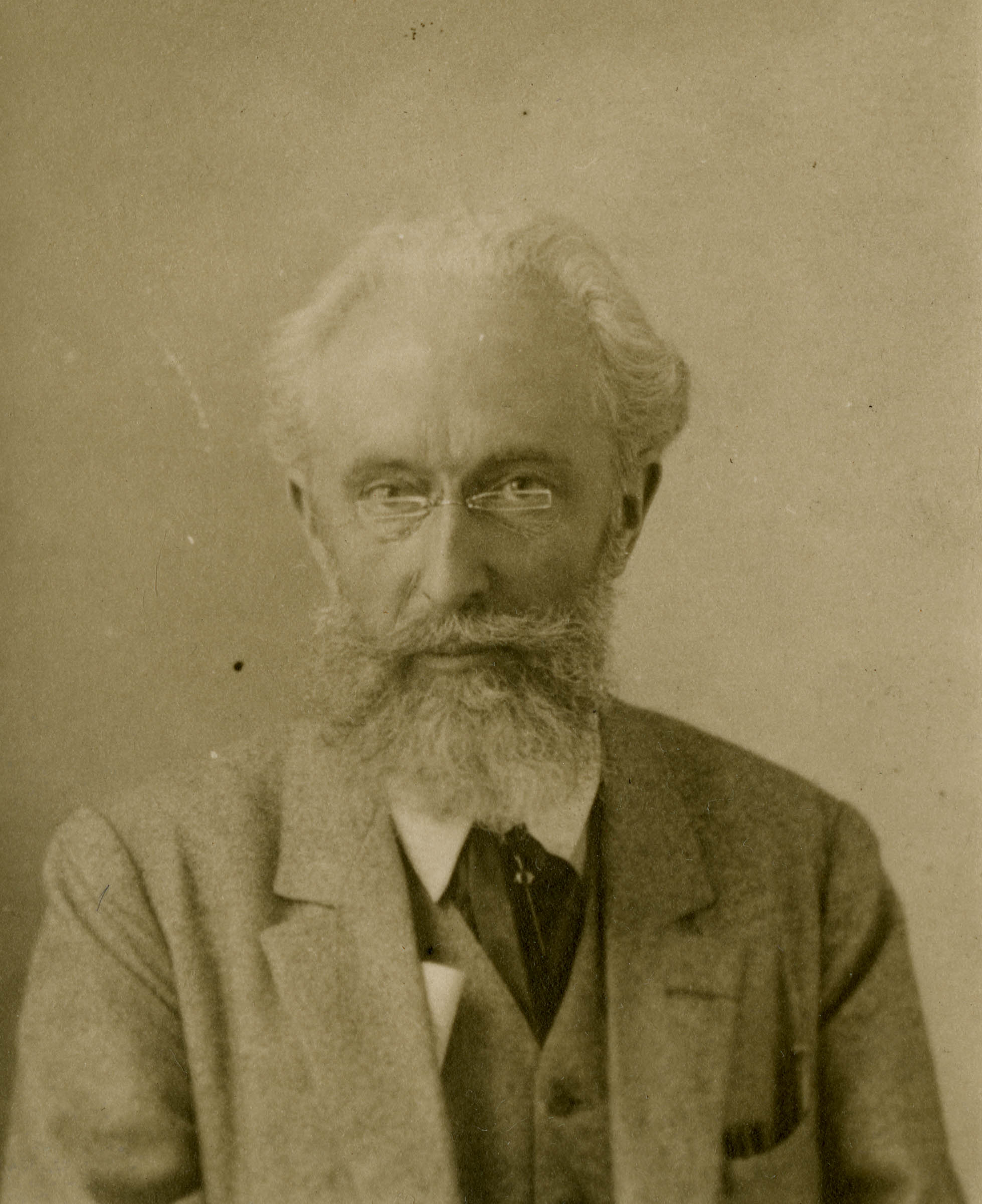
L'architecte Paul Guadet sera un ami proche d'André Boucton

### Amitié avec Paul Guadet
Paul Guadet aide Boucton à s'installer à Besançon. Dans leurs correspondances, outre leurs échanges professionnels , le second s’inquiète de la santé du premier. Leurs épouses respectives sont aussi très proches des deux architectes. 

Toutefois, en raison de conflits d’intérêts, les relations entre André Boucton et Marguerite Guadet se détériorent, après le décès de son mari. Cependant, il ne la mènera jamais en procès par respect pour son ami défunt .

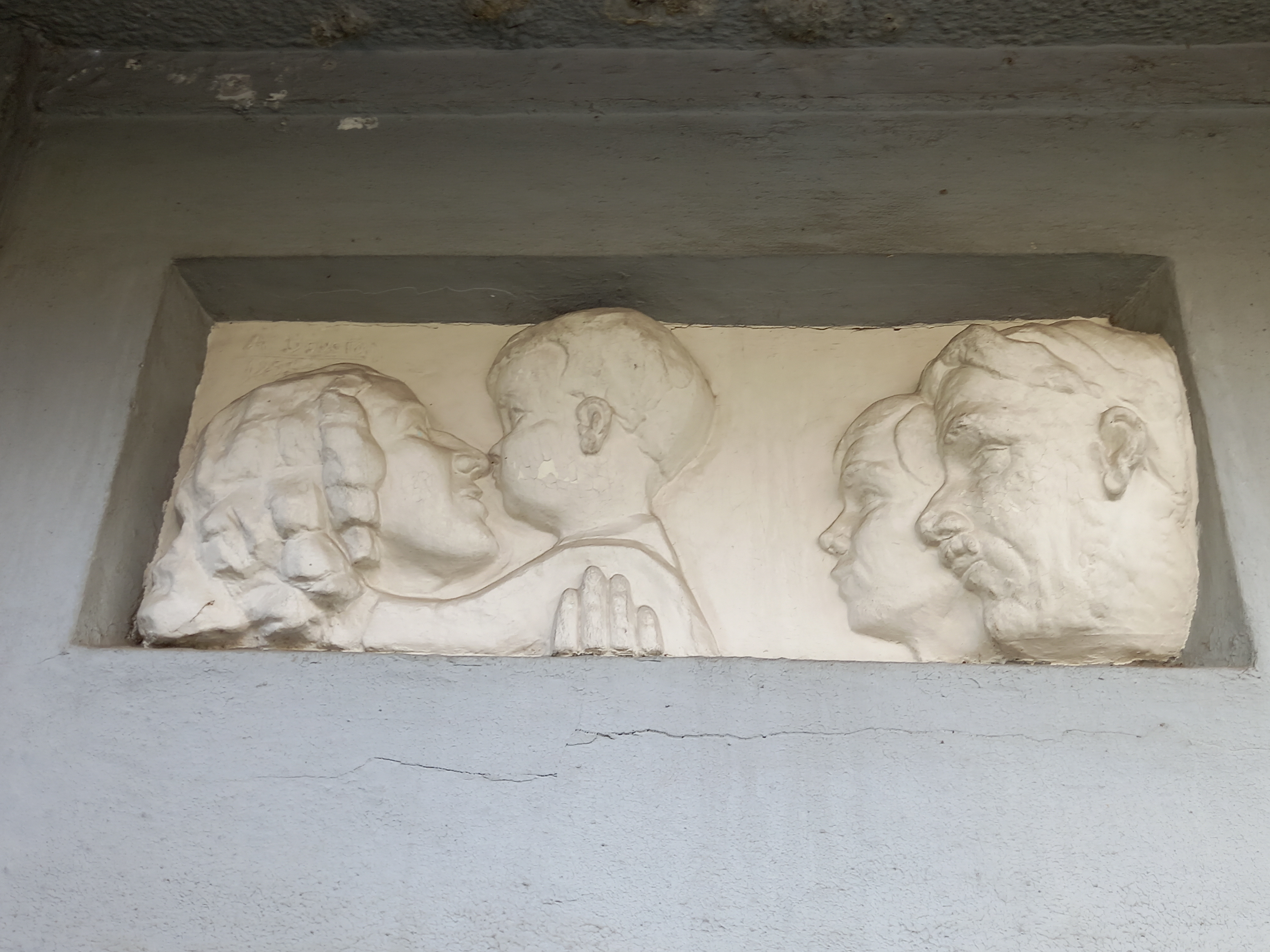
Sculpture représentant André Boucton, Charlotte Comoy et leurs enfants, située au dessus de la porte de la Villa Boucton.

### Divers
André Boucton épouse une dénommée Marthe Leflou, en juin 1921.
Il se remarie avec une certaine Charlotte Comoy qui partage sa sépulture.
En 1932, il est condamné à une amende ainsi qu'à de la prison avec sursis, pour un outrage à la gendarmerie commis le 20 aout 1932.